# 反氦
反氦（antihelium）是对应元素氦的反物质，其原子核中包含了2個反質子。在2011年4月29日出版的英国《自然》杂志上刊登了成功合成反氦-4的消息，方法是将接近光速的金原子核对撞，通过筛选共探测到18个反氦-4的信号。

## 反氦的同位素
早在1970年代就有反氦3（3
2He
）的合成實驗。
2011年4月，美國的布鲁克黑文国家实验室在實驗中觀測到了反氦4（4
2He
，氦-4的反物質）。該實驗將10億個金原子核碰撞，在其產生的500億個帶電粒子的軌跡中，觀測到了18個反氦原子核的軌跡。

## 外部連結
- 中外科学家万幸捕获“反氦4”原子核 （页面存档备份，存于）